# Chirosia setifer
Chirosia setifer är en tvåvingeart som beskrevs av Huckett 1973. Chirosia setifer ingår i släktet Chirosia och familjen blomsterflugor.
Artens utbredningsområde är Maine. Inga underarter finns listade i Catalogue of Life.